# Bundesliga-Skandal
Als Bundesliga-Skandal werden die Vorgänge um den Abstiegskampf in der Saison 1970/71 der Fußball-Bundesliga bezeichnet, als es den Klubs Rot-Weiß Oberhausen und Arminia Bielefeld aufgrund manipulierter Punktspiele gelang, in der Bundesliga zu verbleiben.

## Geschichte
Aufgedeckt wurde das „Verschieben“ von Spielen durch den Vereinspräsidenten von Kickers Offenbach, Horst-Gregorio Canellas, der bei der Feier seines 50. Geburtstages am 6. Juni 1971 die Gäste mit dem Abspielen eines Tonbandes überraschte. Die Mitschnitte verschiedener Telefonate hatten Spielmanipulationen und Schmiergeldzahlungen zum Thema. Entsetzt verließ Bundestrainer Helmut Schön die Party. Medienvertreter berichteten über den Skandal in der Bundesliga. Auch dem Deutschen Fußball-Bund (DFB) wurden die Spielerstimmen vorgespielt, die Canellas eindeutige Bestechungsangebote machten (u. a. die Nationalspieler Bernd Patzke und Manfred Manglitz), da die Kickers ebenfalls vom Abstieg bedroht waren.
Bei den vom DFB-Chefankläger Hans Kindermann geführten Ermittlungen wurde festgestellt, dass unter anderem die Bundesligapartie des FC Schalke 04 gegen Arminia Bielefeld vom 17. April 1971 (Endstand 0:1) von Gelsenkirchener Spielern „verkauft“ worden war. Daraufhin wurden 1973 fast alle Schalker zu Spielsperren verurteilt. Die bekanntesten Verurteilten waren die Nationalspieler Stan Libuda (lebenslang, begnadigt nach zwei Jahren), Klaus Fichtel (lebenslang, begnadigt nach sechs Monaten) und Klaus Fischer (lebenslang, abgemildert zu einem Jahr). Auch Manfred Manglitz, Torwart des 1. FC Köln, wurde zweimal lebenslang gesperrt (nach zwei Jahren begnadigt). Zu diesen sportgerichtlichen Urteilen kamen teilweise wegen geleisteter Meineide noch Verfahren vor ordentlichen Gerichten.
Insgesamt wurden 52 Spieler, zwei Trainer (Egon Piechaczek von Bielefeld und Günter Brocker von Oberhausen) sowie sechs Vereinsfunktionäre bestraft, auch Canellas, weil er am Telefon zum Schein auf die Bestechungsangebote eingegangen war. 1,1 Millionen DM an Schmiergeldzahlungen wurden aufgedeckt. Außerdem wurden Arminia Bielefeld und Kickers Offenbach die Bundesligalizenz entzogen. Für Bielefeld war dies 1972 mit einem Zwangsabstieg und einer „Geistersaison“ verbunden, d. h. die Arminia durfte die Saison 1971/72 zu Ende spielen, aber Punkte wurden nur für die Gegner gezählt. Die meisten betroffenen Spieler hatten Eintracht Braunschweig (16) und Hertha BSC (15).
Rot-Weiss Essen, 1971 wegen der Manipulationen anderer abgestiegen, wurde keine Wiedergutmachung gewährt. Dennoch schaffte der Klub nach zwei Jahren den Sprung zurück in die Bundesliga.

## Betroffene Spiele

### 17. April 1971 (28. Spieltag)
FC Schalke 04 – Arminia Bielefeld 0:1
Arminia Bielefeld zahlte 40.000 DM, 2300 DM pro Spieler, an die Schalker Mannschaft. Einzig der Schalker Torwart Dieter Burdenski, der im entscheidenden Trainingslager nicht dabei war, soll nicht informiert gewesen sein. In der 83. Minute traf Bielefeld durch Gerd Roggensack zum 1:0-Sieg. Burdenski wechselte, wie schon länger angekündigt, am Ende der Saison zu Bielefeld.

### 5. Mai 1971 (Nachholspiel vom 24. Spieltag)
1. FC Köln – Rot-Weiss Essen 3:2
Kölns Torwart Manfred Manglitz forderte vor dem Spiel von Offenbachs Präsident Canellas am Telefon 25.000 DM, sonst würde er gegen den Offenbacher Konkurrenten Rot-Weiss Essen „einige Dinger durchlassen“. Canellas zahlte.

### 22. Mai 1971 (32. Spieltag)
1. FC Köln – Rot-Weiß Oberhausen 2:4
Wiederum war Manglitz bestochen.
MSV Duisburg – Arminia Bielefeld 4:1
Duisburgs Gerd Kentschke nahm 60.000 DM von Arminia an, weihte aber nicht die komplette Mannschaft ein und zahlte das Geld nach dem MSV-Sieg bis auf seinen eigenen Anteil zurück.

### 29. Mai 1971 (33. Spieltag)
Arminia Bielefeld – VfB Stuttgart 1:0
Arminia zahlte jeweils 15.000 DM an drei Spieler. Dazu kamen 25.000 DM Nebenkosten an die Geldboten. Bielefeld erzielte das Siegtor in der 69. Minute.

### 5. Juni 1971 (34. Spieltag)
Eintracht Braunschweig – Rot-Weiß Oberhausen 1:1
Arminia Bielefeld bot den Braunschweigern eine zusätzliche Siegprämie von zunächst 120.000 DM, später 170.000 DM, an. 100.000 DM wurden vorab bezahlt, 40.000 DM nach dem Spiel.
Hertha BSC – Arminia Bielefeld 0:1
Offenbachs Präsident Canellas bot den Hertha-Spielern Bernd Patzke und Tasso Wild 140.000 DM für einen Sieg gegen Bielefeld, aber ein Manager der Arminia hatte bereits 220.000 DM für eine Hertha-Niederlage geboten und nach dem Bielefelder Sieg 250.000 DM ausgezahlt.
1. FC Köln – Kickers Offenbach 4:2
Canellas fragte den Kölner Torwart Manglitz, wie viel er für einen Sieg seiner Kickers zahlen müsste. Manglitz forderte für sich und fünf seiner Mitspieler 100.000 DM.
Kickers Offenbach und Rot-Weiss Essen standen nach dem letzten Spieltag als Absteiger fest. Bielefeld hatte sich durch den erkauften Sieg vor dem sportlichen Abstieg gerettet.

## Sanktionen
Kritiker werfen den Verantwortlichen seitdem vor, aufgrund der damals anstehenden WM 1974 in Deutschland zu schnell und oberflächlich geurteilt zu haben.

### Spieler

#### Hertha BSC
- Tasso Wild, Bernd Patzke: jeweils vom 24. Juli 1971 bis 30. Juni 1975 gesperrt, aber Freigabe fürs Ausland, begnadigt am 26. November 1973
- Jürgen Rumor, László Gergely: ab 23. Januar 1972 Sperre auf Lebenszeit, 15.000 DM Geldbuße, begnadigt am 26. Januar 1973
- Volkmar Groß, Peter Enders, Wolfgang Gayer, Arno Steffenhagen, Karl-Heinz Ferschl, Hans-Jürgen Sperlich, Franz Brungs, Jürgen Weber: alle vom 21. Juni 1972 bis 20. Juni 1974 gesperrt, 15.000 DM Geldbuße, begnadigt am 26. November 1973
- Michael Kellner: Sperre und Geldbuße wie die anderen. Da er weder Verfahrenskosten noch Geldbuße zahlte, blieb er bis 12. Oktober 1981 gesperrt.
- Uwe Witt: Sperre und Geldbuße wie die anderen. Da er nicht zahlte, blieb er auf Lebenszeit gesperrt.
- Zoltán Varga: Sperre vom 23. Januar 1972 bis 30. Juni 1974, ab 1. Juli 1972 Freigabe fürs Ausland, 15.000 DM Geldbuße

#### VfB Stuttgart
- Hans Arnold: ab 23. Oktober 1971 Sperre auf Lebenszeit, 15.000 DM Geldbuße, begnadigt am 1. August 1973
- Hartmut Weiß, Hans Eisele: ab 22. Januar 1972 Sperre auf Lebenszeit, 15.000 DM Strafe, begnadigt am 1. August 1973

#### FC Schalke 04
- Klaus Fichtel: Sperre vom 18. März 1973 bis 17. März 1975, ab 25. Juni 1973 Freigabe für Ausland, 2.300 DM Geldbuße, begnadigt am 24. Januar 1974, Sperre vom 3. Januar 1978 bis 22. Januar 1978, 10.000 DM Geldbuße an die Krebshilfe
- Hans-Jürgen Wittkamp, Rolf Rüssmann, Herbert Lütkebohmert: alle vom 18. März 1973 bis 28. Februar 1974 gesperrt, Freigabe fürs Ausland ab 25. Juni 1973, 2.300 DM Geldstrafe, begnadigt am 24. Januar 1974, Sperre vom 21. Februar 1976 bis 24. März 1976 sowie vom 9. Dezember 1976 bis 14. Januar 1977, 10.000 DM Geldbuße zugunsten der Krebshilfe
- Manfred Pohlschmidt: ab 5. August 1972 Sperre auf Lebenszeit, 2.300 DM Geldbuße, begnadigt am 25. Januar 1978
- Hans Pirkner: Sperre vom 5. August 1972 bis 4. August 1974, 2.300 DM Geldbuße, begnadigt am 15. August 1973 durch den ÖFB
- Jürgen Sobieray: Sperre vom 5. August 1972 bis 30. September 1973, vom 21. Februar 1976 bis 24. März 1976 und vom 9. Dezember 1976 bis 14. Januar 1977, 2.300 DM Geldstrafe und 10.000 DM an die Krebshilfe, Freigabe fürs Ausland ab 25. Juni 1973
- Klaus Fischer: Sperre vom 30. September 1972 bis 30. September 1973, vom 21. Februar 1976 bis 24. März 1976 und vom 9. Dezember 1976 bis 14. Januar 1977, 2.300 DM Geldstrafe und 10.000 DM für die Krebshilfe, Freigabe fürs Ausland
- Reinhard Libuda: ab 30. September 1972 Sperre auf Lebenszeit, 2.300 DM Geldstrafe, begnadigt am 5. Januar 1974
- Dieter Burdenski: Sperre vom 4. Februar 1973 bis 21. Mai 1973, 2.300 DM Geldbuße, begnadigt am 15. Mai 1973
- Klaus Senger: Sperre vom 21. Februar 1976 bis 30. Juni 1976
- Jürgen Galbierz: Sperre vom 5. August 1972 bis 4. August 1974, 2.300 DM Geldbuße, begnadigt am 6. August 1973
- Heinz van Haaren: Sperre vom 25. April 1973 bis 24. April 1975, 2.300 DM Geldbuße

#### Arminia Bielefeld
- Waldemar Slomiany: Sperre vom 8. April 1972 bis 31. Juli 1974
- Jürgen Neumann: ab 23. Oktober 1971 Sperre auf Lebenszeit, 15.000 DM Geldbuße, begnadigt am 20. August 1976; da Neumann nicht zahlte, wurde ihm am 11. Dezember 1978 die Spielerlaubnis wieder entzogen.

#### MSV Duisburg
- Volker Danner: Sperre vom 26. April 1972 bis 25. August 1972
- Gerd Kentschke: ab 8. April 1972 für zehn Jahre gesperrt, 2.500 DM Geldbuße, begnadigt am 1. August 1973

#### Eintracht Braunschweig
- Lothar Ulsaß: Sperre vom 7. August 1971 bis 1. Januar 1973, ab 16. August 1972 Freigabe fürs Ausland, 2.200 DM Geldbuße
- Horst Wolter, Wolfgang Grzyb, Peter Kaack, Franz Merkhoffer, Bernd Gersdorff, Klaus Gerwien, Rainer Skrotzki, Eberhard Haun, Jaro Deppe, Dietmar Erler, Friedhelm Haebermann, Joachim Bäse, Michael Polywka: alle 4.400 DM Geldbuße
- Max Lorenz: Sperre vom 15. Januar 1972 bis 31. März 1973 und 2.200 DM Geldbuße.
- Burkhardt Öller: Sperre vom 9. Februar 1973 bis 8. Mai 1973, 2.000 Mark Strafe

#### 1. FC Köln
- Manfred Manglitz: Sperre: zweimal lebenslang (nach zwei Jahren begnadigt)

### Trainer
- Egon Piechaczek (Arminia Bielefeld): am 15. April 1972 Sperre auf Lebenszeit, begnadigt am 1. April 1975
- Günter Brocker (Rot-Weiß Oberhausen): Sperre vom 11. November 1972 bis 10. November 1974

### Funktionäre
- Horst-Gregorio Canellas (Offenbach): am 24. Juli 1971 Sperre auf Lebenszeit, begnadigt am 16. Dezember 1976
- Friedrich Mann, Fritz Koch, Waldemar Klein (alle Offenbach): alle gesperrt vom 24. Juli 1971 bis 1. Juli 1972
- Peter Maaßen (Oberhausen): Sperre vom 7. Juli 1972 bis 6. Juli 1974
- Wolfgang Holst (Hertha BSC): Sperre vom 24. März 1973 bis 23. März 1978, begnadigt am 20. Dezember 1977

### Vereine
Nur zwei der beteiligten Vereine wurden bestraft:
- Kickers Offenbach wurde am 24. Juli 1971 die Lizenz für zwei Jahre entzogen, dennoch gelang 1972 der Wiederaufstieg.
- Arminia Bielefeld wurde am 15. April 1972 die Lizenz entzogen und in die Regionalliga versetzt. Außerdem musste der Verein 50.000 DM Geldbuße zahlen.

## Weitere Entwicklung
Die Kickers Offenbach kehrten 1972, Arminia Bielefeld 1978 in die Bundesliga zurück.
Mehrere der gesperrten Spieler siedelten danach nach Südafrika über, weil das Land wegen der Apartheid zu dieser Zeit nicht der FIFA angehörte. Volkmar Groß, Jürgen Weber, Arno Steffenhagen wechselten zu Hellenic Kapstadt, Wolfgang Gayer und Bernd Patzke zu Durban City. Auch Hans Pirkner überlegte einen solchen Schritt, wobei der Pretoria FC als möglicher Verein genannt wurde.